# Bucculatrix taeniola
Bucculatrix taeniola är en fjärilsart som beskrevs av Braun 1963. Bucculatrix taeniola ingår i släktet Bucculatrix och familjen kronmalar. Inga underarter finns listade i Catalogue of Life.